# Новомихайлівська сільська рада (Новотроїцький район)
Новомиха́йлівська сільська́ ра́да — адміністративно-територіальна одиниця та орган місцевого самоврядування в Новотроїцькому районі Херсонської області. Адміністративний центр — село Новомихайлівка.

## Загальні відомості
Новомихайлівська сільська рада утворена в 1943 році.
- Територія ради: 96,48 км²
- Населення ради: 1 479 осіб (станом на 2001 рік)

## Населені пункти
Сільській раді підпорядковані населені пункти:
- с. Новомихайлівка
- с. Водославка
- с. Маячка

## Склад ради
Рада складається з 16 депутатів та голови.
- Голова ради: Вайда Микола Петрович
- Секретар ради: Щербачук Олена Леонідівна

### Керівний склад попередніх скликань
| Прізвище, ім'я, по батькові | Основні відомості                                                                             | Дата обрання | Дата звільнення |
| --------------------------- | --------------------------------------------------------------------------------------------- | ------------ | --------------- |
| Чернік Іван Вікторович      | Сільський голова, 1953 року народження, член Соціал-демократичної партії України (об'єднаної) | 26.03.2006   | 31.10.2010      |
| Вайда Микола Петрович       | Сільський голова, 1955 року народження, освіта вища, безпартійний                             | 31.10.2010   |                 |

Примітка: таблиця складена за даними сайту Верховної Ради України

### Депутати
За результатами місцевих виборів 2010 року депутатами ради стали:

#### За суб'єктами висування
| Суб'єкт висування                                       | Кількість обраних депутатів | %    |
| ------------------------------------------------------- | --------------------------- | ---- |
| Партія регіонів                                         | 9                           | 56,3 |
| Комуністична партія України                             | 4                           | 25   |
| Партія «Демократичний Союз»                             | 1                           | 6,3  |
| Політична партія Всеукраїнське об'єднання «Батьківщина» | 1                           | 6,3  |
| Самовисування                                           | 1                           | 6,3  |

#### За округами
| № округу                                                | Прізвище, ім'я, по батькові       | Дата визнання обраним | Освіта  | Партійна приналежність                        | Відомості про обраного депутата                    |
| ------------------------------------------------------- | --------------------------------- | --------------------- | ------- | --------------------------------------------- | -------------------------------------------------- |
| Комуністична партія України                             |                                   |                       |         |                                               |                                                    |
| 3                                                       | Михайліченко Любов Григорівна     | 03.11.2010            | вища    | член Комуністичної партії України             | песіонерка                                         |
| 13                                                      | Шейгус Володимир Петрович         | 03.11.2010            | вища    | член Комуністичної партії України             | тимчасово не працює                                |
| 14                                                      | Крохмаль Ігор Григорович          | 03.11.2010            | середня | член Комуністичної партії України             | тимчасово не працює                                |
| 16                                                      | Курасова Наталія Павлівна         | 03.11.2010            | вища    | член Комуністичної партії України             | Відділення зв'язку, листоноша                      |
| Партія «Демократичний Союз»                             |                                   |                       |         |                                               |                                                    |
| 1                                                       | Гриців Ірина Володимирівна        | 03.11.2010            | середня | член Партії «Демократичний Союз»              | Відділення зв'язку, начальник                      |
| Партія регіонів                                         |                                   |                       |         |                                               |                                                    |
| 2                                                       | Савіна Людмила Анатоліївна        | 03.11.2010            | середня | член Партії регіонів                          | Новомихайлівська сільська рада, бухгалтер-касир    |
| 5                                                       | Крупка Микола Васильович          | 03.11.2010            | середня | член Партії регіонів                          | тимчасово не працює                                |
| 6                                                       | Батарейний Олександр Леонідович   | 03.11.2010            | вища    | член Партії регіонів                          | Агрофірма «Промінь», агроном                       |
| 7                                                       | Щербачук Олена Леонідівна         | 03.11.2010            | середня | член Партії регіонів                          | Продовольчий магазин, продавець                    |
| 9                                                       | Вайда Валентина Валеріївна        | 03.11.2010            | середня | позапартійна                                  | Продовольчий магазин, продавець                    |
| 10                                                      | Понамарьова Тетяна Вікторівна     | 03.11.2010            | середня | позапартійна                                  | Продовольчий магазин, продавець                    |
| 11                                                      | Сівкова Ольга Олексіївна          | 03.11.2010            | середня | член Партії регіонів                          | тимчасово не працює                                |
| 12                                                      | Ляшко Лідія Іллівна               | 03.11.2010            | середня | член Партії регіонів                          | пенсіонер                                          |
| 15                                                      | Івасенко Василь Іванович          | 03.11.2010            | середня | член Партії регіонів                          | ДП «Євразія-Агро», механізатор                     |
| Політична партія Всеукраїнське об'єднання «Батьківщина» |                                   |                       |         |                                               |                                                    |
| 4                                                       | Федчишіна Наталія Іванівна        | 03.11.2010            | середня | член Всеукраїнського об'єднання «Батьківщина» | приватний підприємець                              |
| Самовисування                                           |                                   |                       |         |                                               |                                                    |
| 8                                                       | Кузьміна Олександра Олександрівна | 03.11.2010            | вища    | позапартійна                                  | Новомихайлівська сільська рада, головний бухгалтер |